# KooGa
KooGa est une société de vêtements de sport spécialisée dans le rugby et créé en 1997 à Manchester, en Angleterre. La marque a ouvert son bureau en Australie en 1999. La société a une double localisation, avec un siège social à Rochdale, en Angleterre et le second basé à Labrador, Queensland, Australie.
Depuis 2016, la marque est distribuée en France par la chaine Rugby Store.

## Clubs équipés

### Football Australien
- Australian Football League : Western Bulldogs ,  Richmond Football Club

### Rugby à XIII
- National Rugby League : Melbourne Storm

- Super League : Salford City Reds , Bradford Bulls , Huddersfield Giants

- Sélections nationales  :  Nouvelle-Zélande

### Rugby à XV
- Super 15 : Brumbies , Queensland Reds , Melbourne Rebels , Western Force

- ITM Cup  : Auckland, Canterbury

- Aviva Premiership  :  Gloucester RFC, Worcester Warriors

- RFU Championship  :  Plymouth Albion

- Pro12 : Ospreys

- Top League  : Ricoh Black Rams

- Sélections nationales :   Canada ,  République tchèque ,  Fidji ,  Roumanie , Tonga

### Soccer
- USL Championship : Bold d'Austin  États-Unis